# مارتن كوبلر
مارتن كوبلر (بالألمانية: Martin Kobler)‏ ( ولد في 1953) هو دبلوماسي الماني، والمبعوث الأممي السابق لليبيا، عُين كرئيس أو نائب و ممثل خاص لبعثات الأمم المتحدة في العديد من الدول ابان فترات حروب على أراضي هذه الدول كالعراق وأفغانستان والكونغو الديمقراطية. 

## روابط خارجية
- مارتن كوبلر على موقع مونزينجر (الألمانية)